# Neoizziella
Neoizziella, rod crvenih algi iz porodice Liagoraceae. Taksonomski je priznat kao zaseban rod s dvije priznate vrste.
Tipična je morska alga N. asiatica S.-M.Lin, S.-Y.Yang & Huisman 

## Vrste
1. Neoizziella asiatica S.-M.Lin, S.-Y.Yang & Huisman – tip
2. Neoizziella divaricata (C.K.Tseng) S.-M.Lin, S.-Y.Yang & Huisman